# Romero de Guzmán
Romero de Guzmán är en ort i Mexiko.   Den ligger i kommunen Zamora och delstaten Michoacán de Ocampo, i den centrala delen av landet, 300 km väster om huvudstaden Mexico City. Romero de Guzmán ligger 1 573 meter över havet och antalet invånare är 1 177.
Terrängen runt Romero de Guzmán är kuperad åt nordost, men åt sydväst är den platt. Runt Romero de Guzmán är det tätbefolkat, med 331 invånare per kvadratkilometer. Närmaste större samhälle är Zamora, 5,6 km sydväst om Romero de Guzmán. Runt Romero de Guzmán är det i huvudsak tätbebyggt.